# غريغ توركينجتون
غريغ توركينجتون (بالإنجليزية: Gregg Turkington)‏ هو ممثل أمريكي، ولد في 25 نوفمبر 1967 في أستراليا.

## أعمال

### مسلسلات
- غرافيتي فولز

## وصلات خارجية
- غريغ توركينجتون على موقع IMDb (الإنجليزية)
- غريغ توركينجتون على موقع ألو سيني (الفرنسية)
- غريغ توركينجتون على موقع ميوزك برينز (الإنجليزية)
- غريغ توركينجتون على موقع أول موفي (الإنجليزية)
- غريغ توركينجتون على موقع ديسكوغز (الإنجليزية)
- غريغ توركينجتون على موقع قاعدة بيانات الفيلم (الإنجليزية)
- غريغ توركينجتون على موقع كينوبويسك (الروسية)